# Керницький Іван Степанович
Іван Степанович Керницький (літературні псевдоніми і криптоніми: Ікер, Гзимс Іван, Папай; народився 12 серпня 1913, за іншими даними 12 чи 30 вересня, в селі Суходіл Бібрського повіту, нині Львівського району Львівської області — помер 15 лютого 1984 у Нью-Йорку, США)  — український письменник, драматург, фейлетоніст, журналіст, гуморист. Член Президії Об'єднання українських письменників «Слово», ініціатор допомогового фонду при Об'єднанні, співробітник пресових видань Тиктора у Львові та на еміграції.

## Біографія
Народився у кравецькій сім'ї. Ріс і закінчив 4 класи початкової школи в селі Відники, продовжив навчання у львівській «Рідній школі» імені Бориса Грінченка на вулиці Городоцькій. Директор школи, колишній січовий стрілець Іван Макітра, порадив Іванові писати, адже намалювавши учителів, підписував їх невеличкими новелками. Закінчивши сьомий клас, вступив до торговельної школи у Львові — та через погане здоров'я її залишив: жив у батьків та готував сільських хлопчиків до вступу в гімназію.
У 1930-ті роки належав до модерністського середовища галицької літератури, яке гуртувалося довкола часопису «Назустріч» (редактори: літературний критик Михайло Рудницький, літературознавець і мовознавець Василь Сімович, поет і маляр Святослав Гординський). Серед письменників «демо-лібералів», які відстоювали орієнтацію на західноєвропейські літератури, заперечували застарілі народництво і реалізм, плекали естетизм, були Богдан-Ігор Антонич, Ірина Вільде, Анатоль Курдидик, Ярослав Курдидик, В. Софронів-Левицький, Юрій Косач та ін.
З 1932 друкувався, працював з Іваном Тиктором. Був редактором часопису «Наш прапор» (1933—1939).
Справжнє визнання отримав у 1934 р. з виходом у Львові його збірки новел «Святоіванські вогні».
Відбув військову службу в польському війську і повернувся до редакційної роботи. За німецької окупації працював по редакціях, заробляв на життя виготовленням реклами. У 1943 отримав нагороду Українського видавництва.
По Другій світовій війні виїхав до Австрії, У 1944 р. виїхав до Мюнхена. У 1947 у Західній Німеччині вийшла його книжка гуморесок «Циганськими дорогами».
У 1949 переїхав у Нью-Йорк, США. Був співредактором гумористичного місячника «Лис Микита» разом із карикатуристом Едвардом Козаком. Писав гуморески і статті про долю емігрантів, а для газети «Свобода» — новели й фейлетони (1953—1984).
Творчість та громадська діяльність відомого гумориста зробила його одним із найпопулярніших українських письменників на чужині. Працював по редакціях коректором, брав участь у створенні рекламних буклетів.
Помер 15 лютого 1984 р. у м. Нью-Йорку. Похований на православному цвинтарі святого Андрія Саут-Баунд-Брук, штат Нью-Джерсі.

## Творчість
Автор збірок оповідань «Святоіванські вогні» (1934), «Мій світ» (1938), «Село говорить» (1940), «Будні і неділя» (1973); гуморесок «Циганськими дорогами» (1947), фейлетонів «Перелетні птахи» (1952); повісті «Герой передмістя» (1958); драматичних творів «Король стрільців» (1943), «Квіт папороті» (1943), «На ріках Вавилонських» (1948), «Тайна доктора Горошка» (1953).
Окремі видання:
- Керницький І. Будні і неділя. Новели, гуморески, фейлетони. — Нью-Йорк, 1973. — 174 с.
- Керницький І. Герой передмістя: Повість. — Нью-Йорк, 1958. — 198 с.;
- Керницький І. Квіт папороті. П'єса. — Краків — Львів, 1943. — 38 с.
- Керницький І. Король стрільців: Комедія наших днів у трьох діях. — Краків — Львів, 1943. — 55 с.
- Керницький І. Мій світ. Оповідання. — Львів: Вид-во І. Тиктора, 1938. — 127 с.
- Керницький І. Перелетні птахи: Новели. — Нью-Йорк: В-во Ю. Тищенка, 1952. — 141 с.
- Керницький І. Циганськими дорогами. Гуморески. — Мюнхен, 1947. — 48 с. [Архівовано 30 Вересня 2020 у Wayback Machine.]
- Керницький Іван. Мала проза; упоряд. Т. Шах. - Львів : Каменяр, 2020. - 487 с. : іл.
- Шах Тарас. Світ Івана Керницького [Текст] : Штрихи до життєпису / Тарас Шах. – Львів: Каменяр, 2014. – 110 с.: іл. – (Особистості).
- Керницький Іван. Герой передмістя: [Повість]; Будні і неділя [Текст] / Іван Керницький. - Львів : Каменяр, 2023. - 441 с. : іл.

## Вшанування пам'яті
У приміщенні школи с. Відники, де здобував початкову освіту майбутній письменник, створена музей-кімната Івана Керницького.
Каменярівські зустрічі #10 | Іван Керницький — Випуск присвячений 109 річчю з дня народження Івана Керницького на ютуб-каналі видавництва "КАМЕНЯР"